# Templo de San José (San Luis Potosí)
El Santuario de Nuestro Señor San José y el Señor de los Trabajos, conocido simplemente como el Templo de San José, es un edificio católico ubicado en la Alameda Juan Sarabia de la ciudad de San Luis Potosí, San Luis Potosí, México. El templo es catalogado como monumento histórico por el Instituto Nacional de Antropología e Historia (INAH) para su preservación.

## Acerca del templo
Se ubica en la parte sur de la Alameda Juan Sarabia y fue edificada bajo la iniciativa de Sor Rosa Cerda de las Hermanas de la Caridad. El 19 de marzo de 1874 fue colocada la primera piedra del templo. La sacristía fue inaugurada en 1882. La construcción del templo completo fue finalizada por Cástulo Camacho el 19 de marzo de 1885. En 1985 con motivo de la celebración de su primer centenario fue declarado santuario. Su fachada está compuesta por cantera gris. Tiene una torre central del estilo neogótico que contrasta con el estilo barroco que predomina en el resto del centro histórico. En su interior predomina el orden dórico. Se pueden apreciar dos pinturas que datan de 1935, unos lienzos y 10 óvalos con los cinco misterios del rosario. En el sotacoro localizado en la parte derecha abajo del interior del templo se encuentra la imagen del Señor de los Trabajos. La escultura data de 1970 e incluye los casquillos, los clavos, la corona y la cruz. Las bóvedas cuentan con 30 candiles de cristal fabricadas por Baccarat. Debajo del piso del templo y de la sacristía se encuentran las criptas más grandes de todo San Luis Potosí.

## Galería

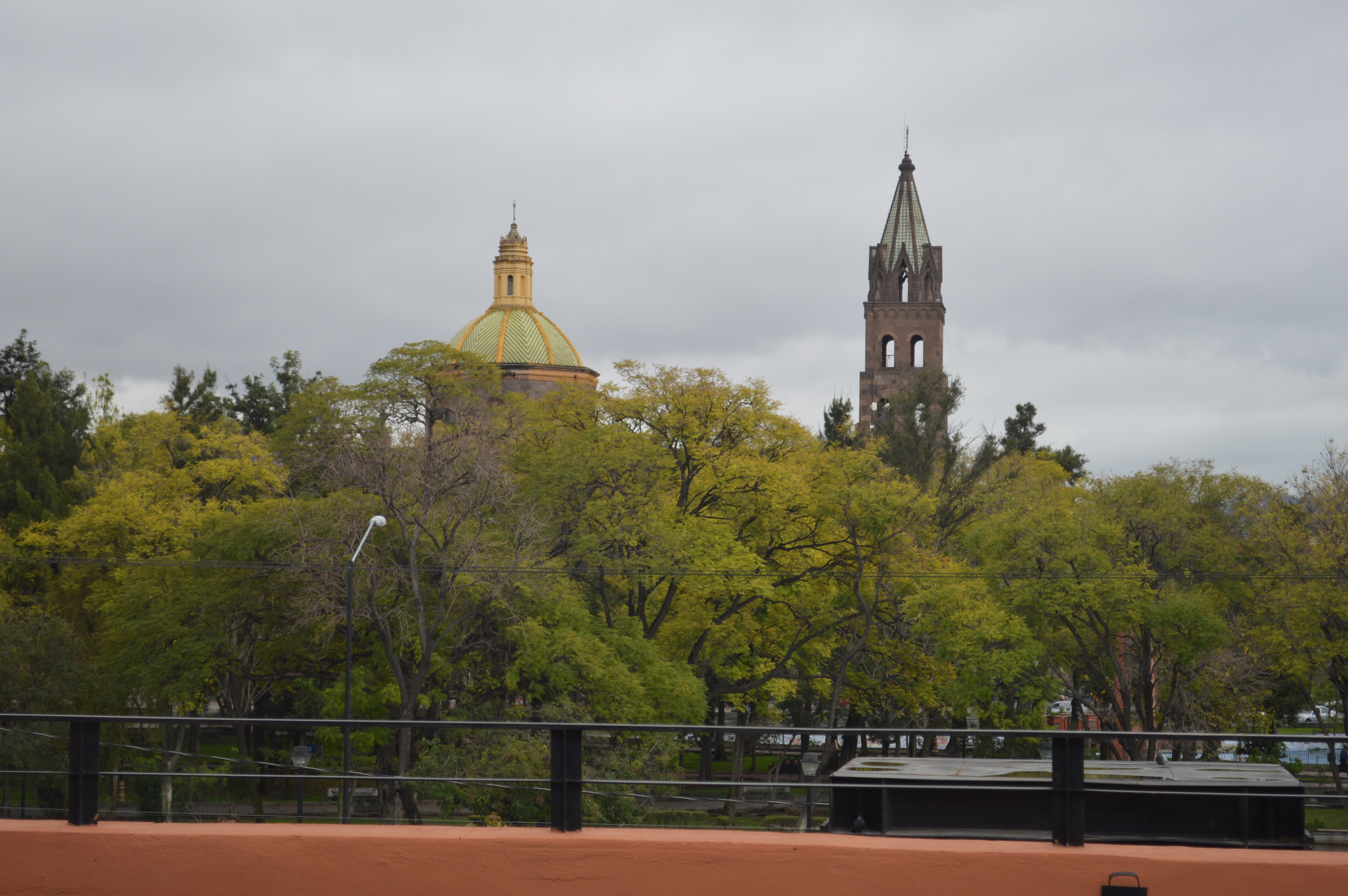
Vista del templo desde la Alameda Juan Sarabia.
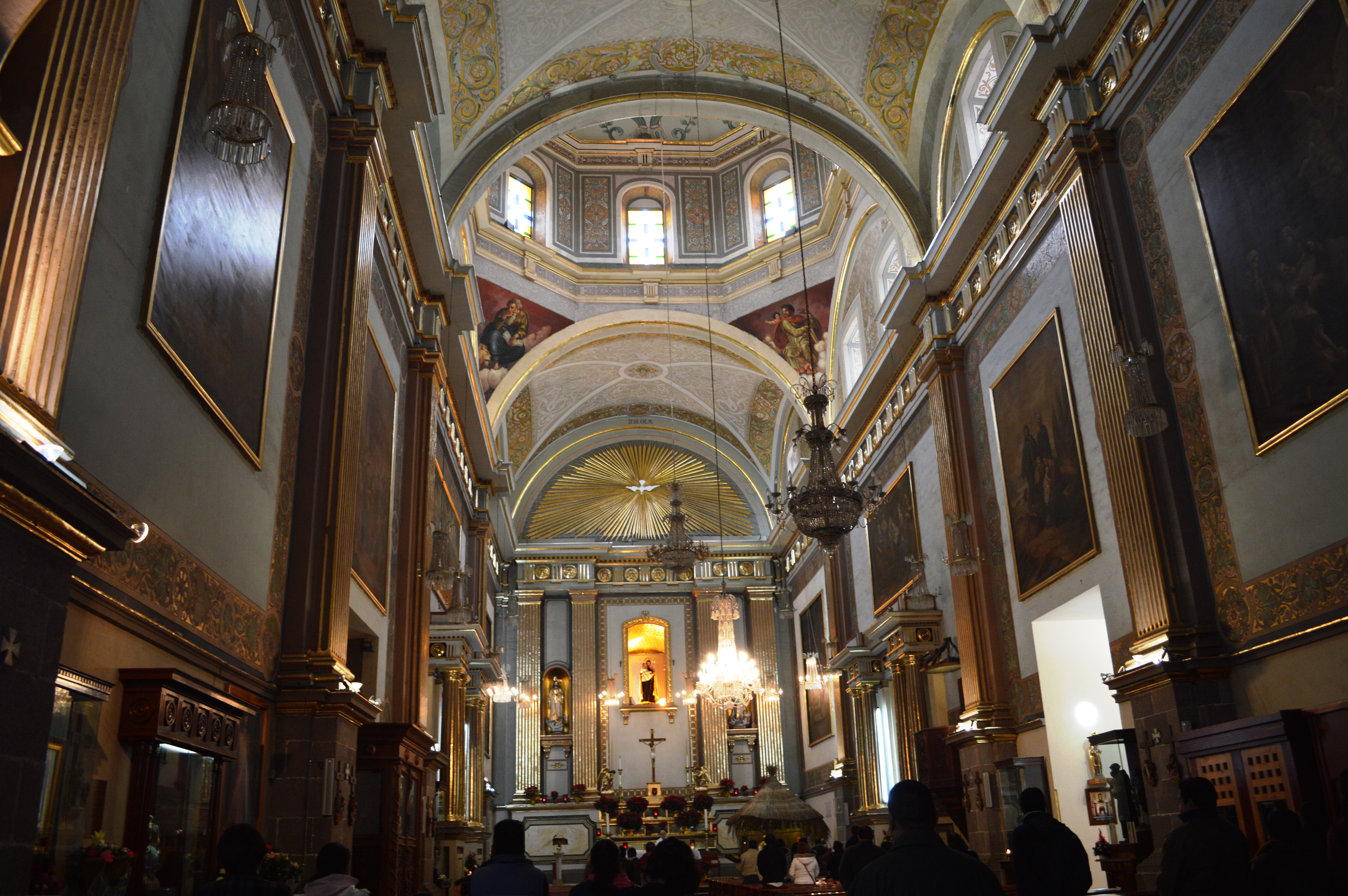
El interior.
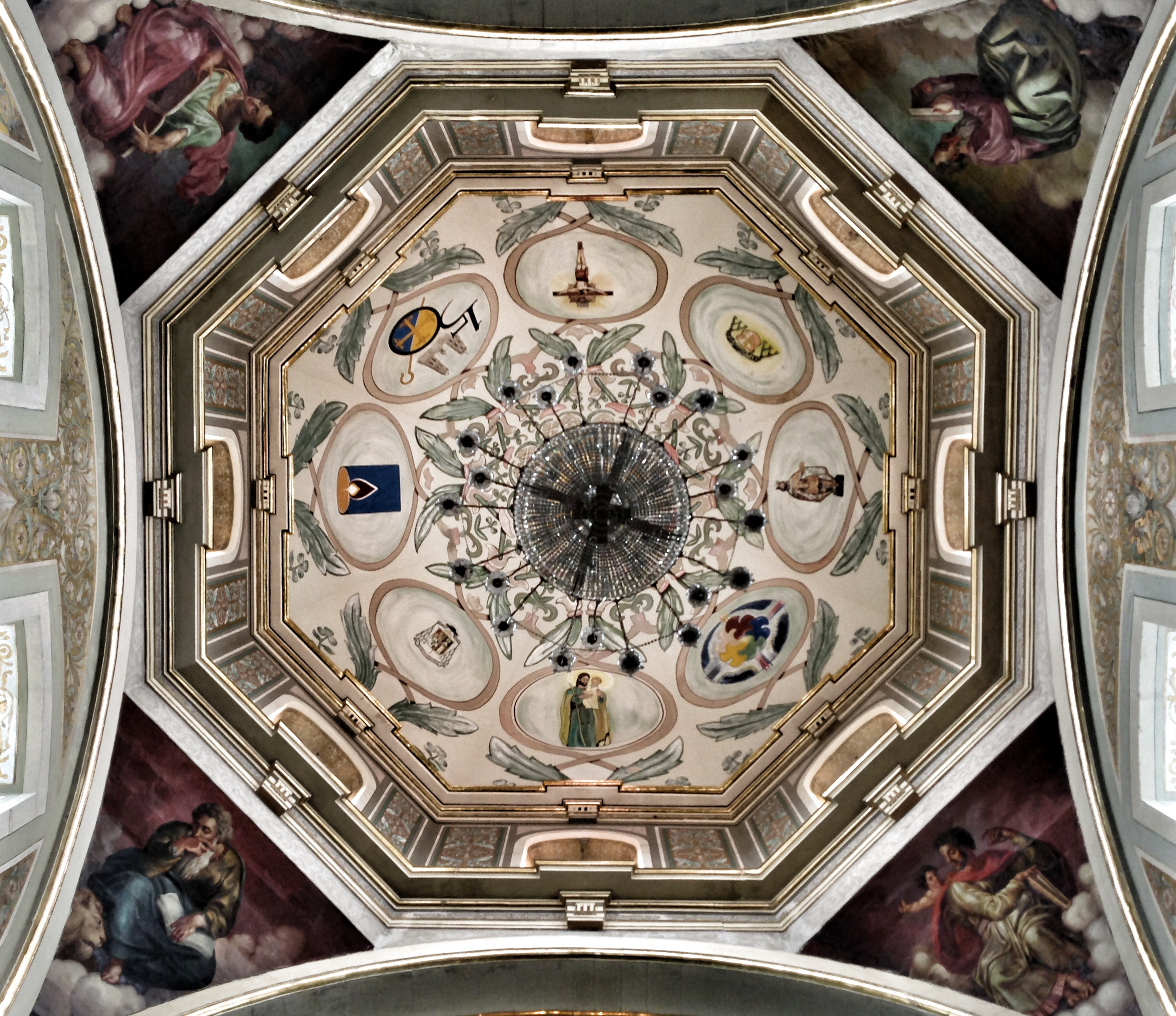
La cúpula.
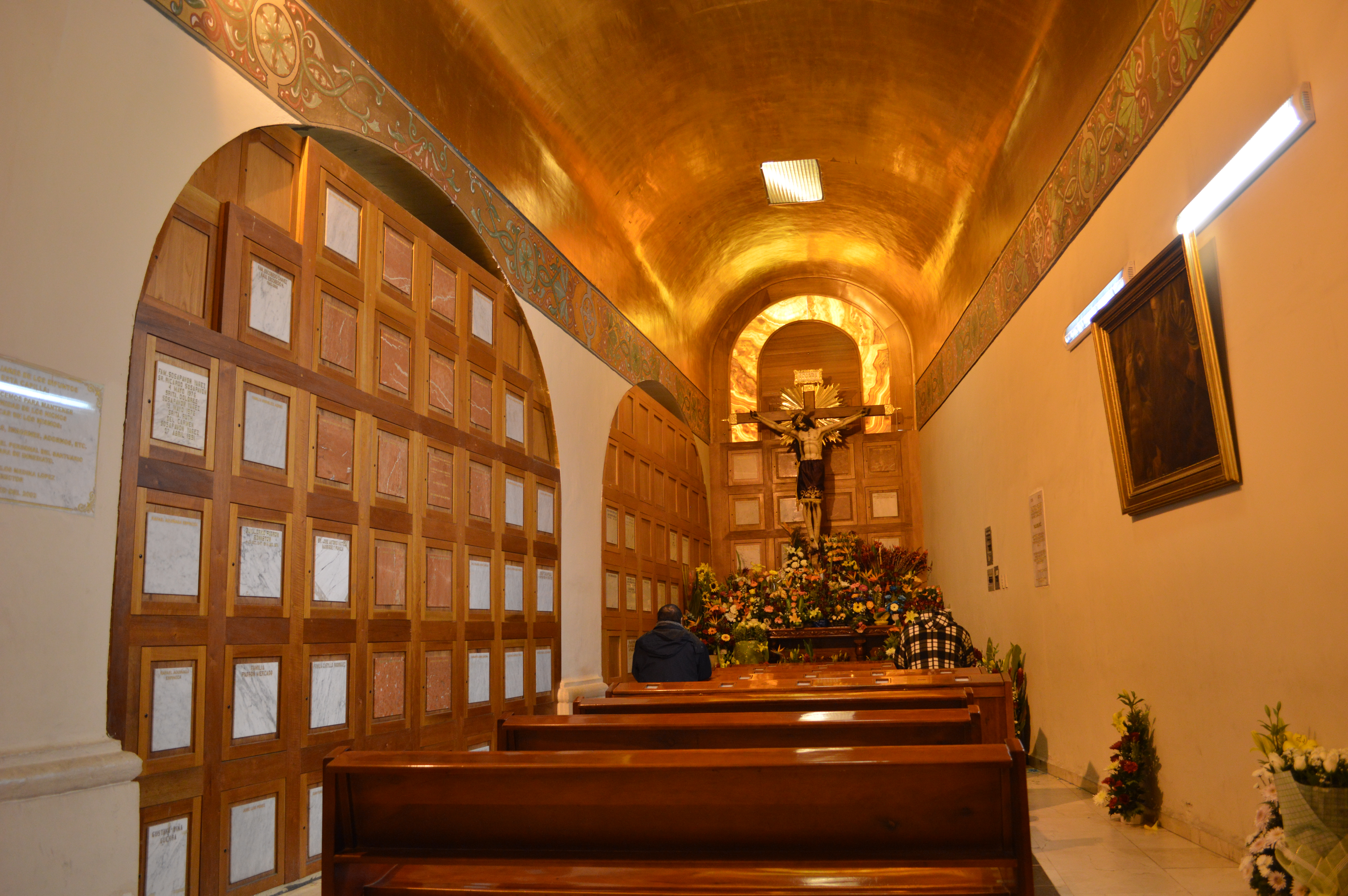
La capilla.
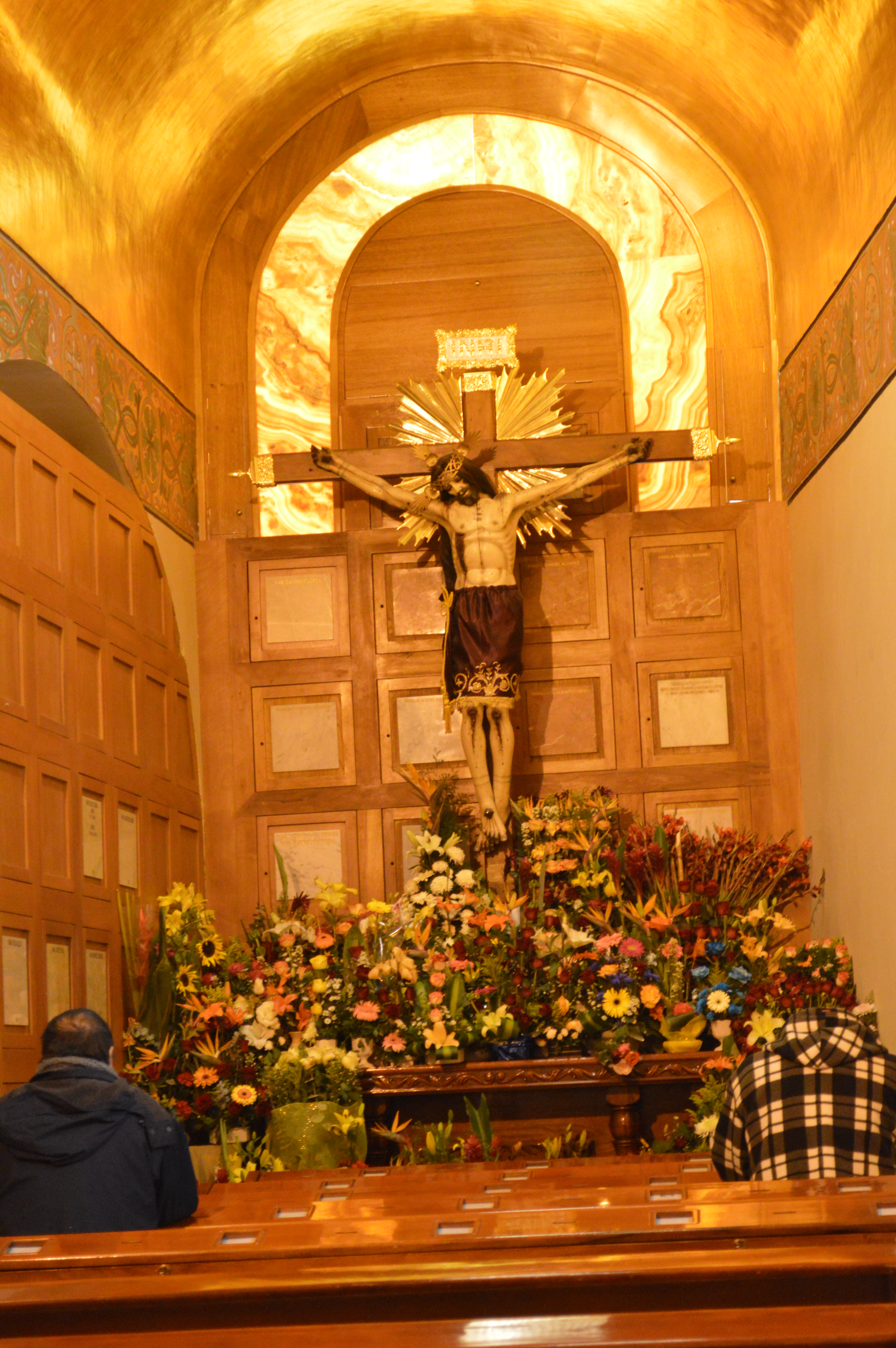
Imagen de Cristo.